# Limnophila subtenuicornis
Limnophila subtenuicornis là một loài ruồi trong họ Limoniidae. Chúng phân bố ở miền Tân bắc.